# Helga Botermans
Dokter Helga Botermans is een personage uit de televisiereeks F.C. De Kampioenen. Helga Botermans wordt gespeeld door Kadèr Gürbüz. Ze was te zien in 2002, 2004, 2006, 2010 en 2011.

## Personage
Ze is een psychiater die zich specialiseert in verschillende soorten gedragstherapie. Ze heeft ze echter zelf niet allemaal op een rij.
- In seizoen 12 probeerde ze meneer Boma van zijn obsessie voor vrouwen af te helpen. Ze slaagde er niet in en viel voor zijn mannelijkheid en macho.
- In seizoen 14 had ze een lachsessie. Daarmee probeerde ze Pol te helpen met zijn depressie. Later wordt gezegd dat de sessie is afgeschreven.
- In seizoen 16 probeerde ze Carmen van haar verslaving voor sigaartjes af te helpen. Zelf heeft ze jarenlang gerookt. Uiteindelijk lukt het haar niet om Carmen te helpen en bezwijkt ze zelf aan de drang naar sigaretten.
- In seizoen 20 probeerde ze Bieke te helpen om de relatie met Marc terug goed te brengen, maar ook dit heeft niet gewerkt.
- In seizoen 21 had ze boon voor Pol De Tremmerie.

## Afleveringen
- Seizoen 12, aflevering 7: Psycho Boma
- Seizoen 14, aflevering 12: Pol in de put
- Seizoen 16, aflevering 3: Verslaafd
- Seizoen 20, aflevering 9: De valse noot
- Seizoen 21, aflevering 10: De Carmen